# Lijst van zwemrecords 400 meter wisselslag vrouwen
Dit is een overzicht van de verschillende zwemrecords op de 400 meter wisselslag bij de vrouwen, onderverdeeld in de langebaan (50 meter) en de kortebaan (25 meter).

## Langebaan (50 meter)

### Ontwikkeling wereldrecord
| Nr. | Naam            | Land                           | Tijd    | Datum             | Plaats         |
| --- | --------------- | ------------------------------ | ------- | ----------------- | -------------- |
|     | Summer McIntosh | Canada                         | 4.23,65 | 11 juni 2025      | Victoria       |
|     | Summer McIntosh | Canada                         | 4.24,38 | 16 mei 2024       | Toronto        |
|     | Summer McIntosh | Canada                         | 4.25,87 | 1 april 2023      | Toronto        |
|     | Katinka Hosszú  | Hongarije                      | 4.26,36 | 6 augustus 2016   | Rio de Janeiro |
|     | Ye Shiwen       | China                          | 4.28,43 | 28 juli 2012      | Londen         |
|     | Stephanie Rice  | Australië                      | 4.29,45 | 10 augustus 2008  | Peking         |
|     | Katie Hoff      | Verenigde Staten               | 4.31,12 | 29 juni 2008      | Omaha          |
|     | Stephanie Rice  | Australië                      | 4.31,46 | 22 maart 2008     | Sydney         |
|     | Katie Hoff      | Verenigde Staten               | 4.32,89 | 1 april 2007      | Melbourne      |
|     | Jana Klotsjkova | Oekraïne                       | 4.33,59 | 16 september 2000 | Sydney         |
|     | Yan Chen        | China                          | 4.34,79 | 13 oktober 1997   | Shanghai       |
|     | Petra Schneider | Duitse Democratische Republiek | 4.36,10 | 1 augustus 1982   | Guayaquil      |
|     | Petra Schneider | Duitse Democratische Republiek | 4.36,29 | 26 juli 1980      | Moskou         |
|     | Petra Schneider | Duitse Democratische Republiek | 4.38,44 | 27 mei 1980       | Maagdenburg    |
|     | Petra Schneider | Duitse Democratische Republiek | 4.39,96 | 30 maart 1980     | Leningrad      |
|     | Tracy Caulkins  | Verenigde Staten               | 4.40,83 | 23 augustus 1978  | West-Berlijn   |
|     | Ulrike Tauber   | Duitse Democratische Republiek | 4.42,77 | 24 juli 1976      | Montreal       |
|     | Birgit Treiber  | Duitse Democratische Republiek | 4.48,79 | 1 juni 1976       | Oost-Berlijn   |
|     | Ulrike Tauber   | Duitse Democratische Republiek | 4.52,20 | 7 juni 1975       | Wittenberg     |
|     | Ulrike Tauber   | Duitse Democratische Republiek | 4.52,42 | 21 augustus 1974  | Wenen          |
|     | Gudrun Wegner   | Duitse Democratische Republiek | 4.57,51 | 6 september 1973  | Belgrado       |
|     | Angela Franke   | Duitse Democratische Republiek | 5.01,10 | 18 augustus 1973  | Utrecht        |
|     | Gail Neall      | Australië                      | 5.02,97 | 31 augustus 1972  | München        |
|     | Claudia Kolb    | Verenigde Staten               | 5.04,7  | 24 augustus 1968  | Los Angeles    |
|     | Claudia Kolb    | Verenigde Staten               | 5.08,2  | 19 augustus 1967  | Philadelphia   |
|     | Claudia Kolb    | Verenigde Staten               | 5.09,7  | 1 augustus 1967   | Winnipeg       |
|     | Claudia Kolb    | Verenigde Staten               | 5.11,7  | 9 juli 1967       | Santa Clara    |
|     | Donna de Varona | Verenigde Staten               | 5.14,9  | 30 augustus 1964  | New York       |
|     | Donna de Varona | Verenigde Staten               | 5.16,5  | 10 maart 1964     | Lima           |
|     | Sharon Finneran | Verenigde Staten               | 5.21,9  | 28 juli 1962      | Osaka          |
|     | Donna de Varona | Verenigde Staten               | 5.24,7  | 26 juli 1962      | Osaka          |
|     | Sharon Finneran | Verenigde Staten               | 5.27,4  | 26 juli 1962      | Osaka          |
|     | Donna de Varona | Verenigde Staten               | 5.29,7  | 2 juni 1962       | Los Altos      |
|     | Donna de Varona | Verenigde Staten               | 5.34,5  | 11 augustus 1961  | Philadelphia   |
|     | Donna de Varona | Verenigde Staten               | 5.36,5  | 15 juli 1960      | Indianapolis   |
|     | Sylvia Ruuska   | Verenigde Staten               | 5.40,2  | 17 juli 1959      | Redding        |
|     | Sylvia Ruuska   | Verenigde Staten               | 5.41,1  | 24 februari 1959  | Melbourne      |
|     | Sylvia Ruuska   | Verenigde Staten               | 5.43,7  | 1 augustus 1958   | Topeka         |
|     | Sylvia Ruuska   | Verenigde Staten               | 5.46,6  | 27 juni 1958      | Los Angeles    |
|     | Mary Kok        | Nederland                      | 5.38,9  | 2 december 1956   | Hilversum      |
|     | Éva Székely     | Hongarije                      | 5.40,8  | 13 juli 1955      | Boedapest      |
|     | Mary Kok        | Nederland                      | 5.47,3  | 28 maart 1955     | Hilversum      |
|     | Éva Székely     | Hongarije                      | 5.50,4  | 10 april 1953     | Boedapest      |

### OntwikkelingOlympischrecord
| Nr. | Naam             | Land                           | Tijd    | Datum             | Plaats         |
| --- | ---------------- | ------------------------------ | ------- | ----------------- | -------------- |
|     | Katinka Hosszú   | Hongarije                      | 4.26,36 | 6 augustus 2016   | Rio de Janeiro |
|     | Ye Shiwen        | China                          | 4.28,43 | 28 juli 2012      | Londen         |
|     | Stephanie Rice   | Australië                      | 4.29,45 | 10 augustus 2008  | Peking         |
|     | Jana Klotsjkova  | Oekraïne                       | 4.33,59 | 16 september 2000 | Sydney         |
|     | Petra Schneider  | Duitse Democratische Republiek | 4.36,29 | 26 juli 1980      | Moskou         |
|     | Ulrike Tauber    | Duitse Democratische Republiek | 4.42,77 | 24 juli 1976      | Montreal       |
|     | Ulrike Tauber    | Duitse Democratische Republiek | 4.51,24 | 24 juli 1976      | Montreal       |
|     | Becky Smith      | Canada                         | 4.52,90 | 24 juli 1976      | Montreal       |
|     | Gail Neall       | Australië                      | 5.02,97 | 31 augustus 1972  | München        |
|     | Evelyn Stolze    | Duitse Democratische Republiek | 5.06,96 | 31 augustus 1972  | München        |
|     | Claudia Kolb     | Verenigde Staten               | 5.08,5  | 25 oktober 1968   | Mexico-Stad    |
|     | Claudia Kolb     | Verenigde Staten               | 5.17,2  | 24 oktober 1968   | Mexico-Stad    |
|     | Donna de Varona  | Verenigde Staten               | 5.18,7  | 17 oktober 1964   | Tokio          |
|     | Donna de Varona  | Verenigde Staten               | 5.24,2  | 15 oktober 1964   | Tokio          |
|     | Veronika Holletz | Duitse Democratische Republiek | 5.26,8  | 15 oktober 1964   | Tokio          |
|     | Martha Randall   | Verenigde Staten               | 5.27,8  | 15 oktober 1964   | Tokio          |
|     | Anita Lonsbrough | Verenigd Koninkrijk            | 5.30,6  | 15 oktober 1964   | Tokio          |

### OntwikkelingEuropeesrecord
| Nr. | Naam               | Land                           | Tijd    | Datum             | Plaats       |
| --- | ------------------ | ------------------------------ | ------- | ----------------- | ------------ |
|     | Hannah Miley       | Verenigd Koninkrijk            | 4.31,33 | 20 maart 2009     | Sheffield    |
|     | Hannah Miley       | Verenigd Koninkrijk            | 4.33,24 | 5 april 2008      | Sheffield    |
|     | Jana Klotsjkova    | Oekraïne                       | 4.33,59 | 16 september 2000 | Sydney       |
|     | Petra Schneider    | Duitse Democratische Republiek | 4.36,10 | 1 augustus 1982   | Guayaquil    |
|     | Petra Schneider    | Duitse Democratische Republiek | 4.36,29 | 26 juli 1980      | Moskou       |
|     | Petra Schneider    | Duitse Democratische Republiek | 4.38,44 | 27 mei 1980       | Maagdenburg  |
|     | Petra Schneider    | Duitse Democratische Republiek | 4.39,96 | 30 maart 1980     | Leningrad    |
|     | Ulrike Tauber      | Duitse Democratische Republiek | 4.42,77 | 24 juli 1976      | Montreal     |
|     | Birgit Treiber     | Duitse Democratische Republiek | 4.48,79 | 1 juni 1976       | Oost-Berlijn |
|     | Ulrike Tauber      | Duitse Democratische Republiek | 4.52,20 | 7 juni 1975       | Wittenberg   |
|     | Ulrike Tauber      | Duitse Democratische Republiek | 4.52,42 | 21 augustus 1974  | Wenen        |
|     | Gudrun Wegner      | Duitse Democratische Republiek | 4.57,51 | 6 september 1973  | Belgrado     |
|     | Angela Franke      | Duitse Democratische Republiek | 5.01,10 | 18 augustus 1973  | Utrecht      |
|     | Novella Calligaris | Italië                         | 5.03,99 | 31 augustus 1972  | München      |
|     | Evelyn Stolze      | Duitse Democratische Republiek | 5.06,96 | 31 augustus 1972  | München      |
|     | Evelyn Stolze      | Duitse Democratische Republiek | 5.07,9  | 6 september 1970  | Barcelona    |
|     | Sabine Steinbach   | Duitse Democratische Republiek | 5.14,9  | 2 april 1968      | Tallinn      |
|     | Sabine Steinbach   | Duitse Democratische Republiek | 5.22,6  | 9 april 1967      | Leipzig      |
|     | Bettie Heukels     | Nederland                      | 5.25,0  | 27 augustus 1966  | Utrecht      |
|     | Veronika Holletz   | Duitse Democratische Republiek | 5.25,6  | 17 oktober 1964   | Tokio        |
|     | Veronika Holletz   | Duitse Democratische Republiek | 5.26,8  | 15 oktober 1964   | Tokio        |
|     | Adrie Lasterie     | Nederland                      | 5.27,8  | 25 augustus 1962  | Leipzig      |
|     | Adrie Lasterie     | Nederland                      | 5.33,1  | 29 juli 1962      | Den Haag     |
|     | Marianne Heemskerk | Nederland                      | 5.36,0  | 28 februari 1962  | Rotterdam    |
|     | Judith de Nijs     | Nederland                      | 5.39,4  | 26 augustus 1961  | Blackpool    |
|     | Marianne Heemskerk | Nederland                      | 5.40,9  | 20 augustus 1961  | Zwolle       |
|     | Heidi Pechstein    | Duitse Democratische Republiek | 5.49,0  | 16 april 1961     | Leipzig      |
|     | Mary Kok           | Nederland                      | 5.38,9  | 2 december 1956   | Hilversum    |
|     | Éva Székely        | Hongarije                      | 5.40,8  | 13 juli 1955      | Boedapest    |
|     | Mary Kok           | Nederland                      | 5.47,3  | 28 maart 1955     | Hilversum    |
|     | Éva Székely        | Hongarije                      | 5.50,4  | 10 april 1953     | Boedapest    |

### Ontwikkeling Nederlands record
| Nr. | Naam                  | Club              | Tijd    | Datum            | Plaats       |
| --- | --------------------- | ----------------- | ------- | ---------------- | ------------ |
|     | Lieke Verouden        | AZ&PC             | 4.45,68 | 12 juni 2011     | Eindhoven    |
|     | Lieke Verouden        | AZ&PC             | 4.46,60 | 9 april 2011     | Eindhoven    |
|     | Lieke Verouden        | AZ&PC             | 4.47,47 | 12 maart 2011    | Amsterdam    |
|     | Sharon van Rouwendaal | CN Braud St.Louis | 4.48,19 | 20 april 2008    | Duinkerken   |
|     | Marianne Muis         | Dedemsvaart AC    | 4.52,62 | 1 juli 1988      | Amersfoort   |
|     | Marianne Muis         | Dedemsvaart AC    | 4.54,99 | 3 juli 1987      | Amersfoort   |
|     | Mildred Muis          | Dedemsvaart AC    | 4.56,80 | 16 mei 1987      | Nijmegen     |
|     | Annelies Maas         | De Rijn           | 4.56,88 | 17 juli 1979     | Amersfoort   |
|     | Annelies Maas         | De Rijn           | 4.58,38 | 19 juli 1978     | Amersfoort   |
|     | Annelies Maas         | De Rijn           | 4.58,84 | 19 juli 1977     | Amersfoort   |
|     | Annelies Maas         | De Rijn           | 5.01,82 | 19 juli 1977     | Amersfoort   |
|     | Annelies Maas         | De Rijn           | 5.03,24 | 20 maart 1976    | Maagdenburg  |
|     | José Damen            | BZV/Fortuna       | 5.07,08 | 28 juli 1974     | Utrecht      |
|     | José Damen            | BZV/Fortuna       | 5.07,5  | 20 april 1974    | Praag        |
|     | José Damen            | BZV/Fortuna       | 5.11,36 | 30 maart 1974    | Leipzig      |
|     | José Damen            | BZV/Fortuna       | 5.12,17 | 6 september 1973 | Belgrado     |
|     | José Damen            | BZV/Fortuna       | 5.14,24 | 29 juli 1973     | Vlaardingen  |
|     | Hennie Pentermann     | Het Y             | 5.14,9  | 31 augustus 1972 | München      |
|     | Gerda Lassooij        | Kon.AZ/HDZ        | 5.15,4  | 29 juli 1972     | Utrecht      |
|     | Hennie Pentermann     | Het Y             | 5.16,2  | 27 juli 1972     | Utrecht      |
|     | Hennie Pentermann     | Kon.AZ/HDZ        | 5.17,2  | 3 maart 1972     | Londen       |
|     | Hennie Pentermann     | Kon.AZ/HDZ        | 5.17,8  | 29 augustus 1971 | Bratislava   |
|     | Hennie Pentermann     | Kon.AZ/HDZ        | 5.20,4  | 21 augustus 1971 | Waldkraiburg |
|     | Gerda Lassooij        | HDZ               | 5.21,9  | 7 september 1970 | Barcelona    |
|     | Hennie Pentermann     | HDZ               | 5.22,5  | 23 juli 1970     | Leeuwarden   |
|     | Hennie Pentermann     | HDZ               | 5.24,1  | 26 juli 1969     | Breda        |
|     | Bettie Heukels        | PSV               | 5.25,0  | 27 augustus 1966 | Utrecht      |
|     | Bettie Heukels        | PSV               | 5.26,3  | 26 augustus 1966 | Utrecht      |
|     | Adrie Lasterie        | Naarden           | 5.27,8  | 25 augustus 1962 | Leipzig      |
|     | Adrie Lasterie        | Naarden           | 5.33,1  | 29 juli 1962     | Den Haag     |
|     | Marianne Heemskerk    | De Robben         | 5.36,0  | 28 februari 1962 | Rotterdam    |
|     | Judith de Nijs        | De Robben         | 5.39,4  | 26 augustus 1961 | Blackpool    |
|     | Marianne Heemskerk    | De Robben         | 5.40,9  | 20 augustus 1961 | Zwolle       |
|     | Lenie de Nijs         | De Robben         | 5.49,1  | 9 maart 1958     | Durban       |

## Kortebaan (25 meter)

### Ontwikkeling wereldrecord
| Nr. | Naam             | Land             | Tijd    | Datum            | Plaats            |
| --- | ---------------- | ---------------- | ------- | ---------------- | ----------------- |
|     | Summer McIntoshv | Canada           | 4.15,48 | 14 december 2024 | Boedapest         |
|     | Julia Smit       | Verenigde Staten | 4.21,04 | 18 december 2009 | Manchester        |
|     | Kathryn Meaklim  | Zuid-Afrika      | 4.22,80 | 22 november 2009 | Singapore         |
|     | Mireia Belmonte  | Spanje           | 4.25,06 | 14 december 2008 | Rijeka            |
|     | Julia Smit       | Verenigde Staten | 4.25,87 | 28 november 2008 | Toronto           |
|     | Kirsty Coventry  | Zimbabwe         | 4.26,52 | 9 april 2008     | Manchester        |
|     | Jana Klotsjkova  | Oekraïne         | 4.27,83 | 19 januari 2002  | Parijs            |
|     | Dai Guohong      | China            | 4.29,00 | 2 december 1993  | Palma de Mallorca |

- FINA erkent wereldrecords op kortebaan sinds maart 1991.

### OntwikkelingEuropeesrecord
| Nr. | Naam            | Land                | Tijd    | Datum            | Plaats     |
| --- | --------------- | ------------------- | ------- | ---------------- | ---------- |
|     | Mireia Belmonte | Spanje              | 4.25,06 | 14 december 2008 | Rijeka     |
|     | Hannah Miley    | Verenigd Koninkrijk | 4.27,27 | 9 april 2008     | Manchester |
|     | Jana Klotsjkova | Oekraïne            | 4.27,83 | 19 januari 2002  | Parijs     |
|     | Nicole Hetzer   | Duitsland           | 4.29,46 | 16 december 2001 | Antwerpen  |
|     | Noemi Lung      | Roemenië            | 4.31,36 | 31 januari 1987  | Parijs     |

### Ontwikkeling Nederlands record
| Nr. | Naam                  | Club              | Tijd     | Datum            | Plaats       |
| --- | --------------------- | ----------------- | -------- | ---------------- | ------------ |
|     | Rieneke Terink        | AZ&PC             | 4.38,49  | 21 december 2008 | Amsterdam    |
|     | Sharon van Rouwendaal | CN Braud St.Louis | 4.42,72  | 16 november 2008 | Saint-Dizier |
|     | Marianne Muis         | Dedemsvaart AC    | 4.42,82  | 12 februari 1988 | Bonn         |
|     | Marianne Muis         | Dedemsvaart AC    | 4.43,43  | 12 december 1987 | Monte Carlo  |
|     | Marianne Muis         | Dedemsvaart AC    | 4.44,58  | 14 november 1987 | Amersfoort   |
|     | Mildred Muis          | Dedemsvaart AC    | 4.48,2   | 20 februari 1987 | Emmen        |
|     | Annelies Maas         | De Rijn           | 4.49,42  | 6 maart 1982     | Zutphen      |
|     | Annelies Maas         | De Rijn           | 4.49,79  | 12 december 1981 | Londen       |
|     | Annelies Maas         | De Rijn           | 4.50,0   | 6 december 1981  | Gladbeck     |
|     | Annelies Maas         | De Rijn           | 4.51,50  | 1 maart 1980     | Tilburg      |
|     | Annelies Maas         | De Rijn           | 4.56,36  | 11 maart 1978    | Schagen      |
|     | Annelies Maas         | De Rijn           | 4.58,0   | 13 december 1975 | Uden         |
|     | José Damen            | BZV/Fortuna       | 5.00,62  | 23 maart 1974    | Den Haag     |
|     | José Damen            | BZV/Fortuna       | 5.02,84  | 1 maart 1974     | Bremen       |
|     | Hansje Bunschoten     | Naarden           | 5.08,8   | 7 april 1973     | Den Haag     |
|     | Hansje Bunschoten     | Naarden           | 5.11,1   | 13 februari 1972 | Den Haag     |
|     | Hennie Pentermann     | HDZ               | 5.13,2   | 5 maart 1971     | Bremen       |
|     | Gerda Lassooij        | HDZ               | 5.16,8   | 18 april 1969    | Bonn         |
|     | Hennie Pentermann     | HDZ               | 5.19,9   | 1 maart 1968     | Bremen       |
|     | Bettie Heukels        | PSV               | 5.25,0 1 | 27 augustus 1966 | Utrecht      |
|     | Marianne Heemskerk    | De Robben         | 5.26,0   | 12 februari 1962 | Hilversum    |
|     | Adrie Lasterie        | Naarden           | 5.27,5   | 24 november 1961 | Naarden      |
|     | Marianne Heemskerk    | Naarden           | 5.28,7   | 6 maart 1961     | Naarden      |
|     | Judith de Nijs        | De Robben         | 5.33,8   | 18 maart 1959    | Göteborg     |
|     | Mary Kok              | De Robben         | 5.38,9   | 2 december 1956  | Hilversum    |
|     | Mary Kok              | De Robben         | 5.47,3   | 28 maart 1955    | Hilversum    |

1 = Gezwommen op langebaan. Indien tijd op langebaan sneller is dan tijd op kortebaan dan geldt de eerste als officieel record.